# پادشاهی کامبوج (۱۹۴۵)
پادشاهی کامبوج (انگلیسی: Kingdom of Kampuchea) یک دولت دست‌نشانده ژاپنی بود که از ۹ مارس ۱۹۴۵ تا ۱۶ اکتبر ۱۹۴۵ وجود داشت.